# Power Splash
De Power Splash, ook wel Boomerang Splash genoemd, is een attractietype van attractiefabrikant MACK Rides. Het is een stalen shuttle-waterachtbaan.

## Baan en ritverloop
De bootjes worden met behulp van een elektromagnetische katapult, die werkt op LSM-motoren (lineaire synchrone motoren), eerst achterwaarts gelanceerd. Daarbij haalt de boot een snelheid van 40 kilometer per uur en gaat ze 25 meter verticaal omhoog.
Vervolgens valt ze naar beneden. Wanneer ze over de lanceerplaats passeert, wordt ze een tweede keer gelanceerd, dit keer voorwaarts. De tweede lancering drijft de snelheid van de boot op tot 80 kilometer per uur, waarna ze tot stilstand komt 35 meter boven het water op een tweede helling.
Daarna worden bezoekers een derde keer gelanceerd, opnieuw achterwaarts, aan 100 kilometer per uur. Hierbij gaat de boot 45 meter de hoogte in. Terwijl de boot de helling oprijdt, wordt een bassin gevuld met water. Bij het voorwaarts terugrollen wordt dit keer een splash gemaakt.
In totaal duurt de rit 70 seconden.

## EerstePower Splash
In 2015 kreeg het concept van de Power Splash een Brass Ring Award voor Beste Concept attractie op de I.A.A.P.A. beurs. De eerste attractie van dit type is Pulsar in Walibi Belgium, officieel geopend op 4 juni 2016. De eerste ritjes met mensen vonden plaats in mei 2016.

## Voorbeelden
| Naam                | Park                  | Opening |
| ------------------- | --------------------- | ------- |
| Pulsar              | Walibi Belgium        | 2016    |
| Power Splash        | Happy Valley Shenzhen | 2019    |
| Naam onbekend       | Bollywood Parks Dubai | 2021    |
| Naam onbekend       | Lotte's Magic Forest  | 2021    |
| Aquaman: Power Wave | Six Flags Over Texas  | 2023    |